# 2003년 정동진독립영화제
제5회 정동진독립영화제는 2003년 8월 14일에 열린 시상식이다.

## 수상 및 후보

### 땡그랑동전상
- 인생 - 김준기 수상
- 손님 - 서태수 수상

### 섹션1
- 여기가 끝이다 - 박인제
- 손님 - 서태수
- 꽃시절 - 정길영
- 오디션 - 이경미
- 1호선 - 이하

### 섹션2
- 오늘이 - 이성강
- 지옥 - 2개의 삶 - 연상호
- 제목없는 이야기 - 김진곤
- 에미 속 타는 줄도 모르고 - 박미령
- 미안합니다 - 박명랑

### 섹션3
- 뉴스페이퍼 - 방의석
- 나무들이 봤어 - 노동석
- 그의 진실이 전진한다 - 신재인
- 원더풀 데이 - 김현필
- 편지 - 장형윤
- 인생 - 김준기

### 섹션4
- 각하의 만수무강 - 김경만
- 김종태의 꿈 - 김성환

### 섹션6
- 월하의 공동묘지 - 권철휘